# Duguetia nitida
Duguetia nitida este o specie de plante angiosperme din genul Duguetia, familia Annonaceae, descrisă de Paulus Johannes Maria Maas. Conform Catalogue of Life specia Duguetia nitida nu are subspecii cunoscute.